# Vom Teufel besessen
Vom Teufel besessen (Possessed) ist ein US-amerikanischer Horrorfilm aus dem Jahr 2000. Regie führte Steven E. de Souza, der das Drehbuch zusammen mit Michael Lazarou anhand des Buches Possessed: The True Story of an Exorcism von Thomas B. Allen schrieb.

## Handlung
Die Handlung spielt am Ende der 1950er Jahre. Der katholische Pater Willam Bowden ist ein Veteran des Zweiten Weltkriegs, während dessen er in Frankreich im Jahr 1944 verwundet wurde, als er einem Kameraden helfen wollte. Er ist seitdem traumatisiert und hat ein Alkoholproblem.
Tante Hanna bringt ihrem Neffen Robbie Mannheim bei, wie man mit der anderen Welt kommuniziert. Robbies Mutter Phyllis ist gegen diesen Unterricht, doch ihr Sohn hört nicht auf sie. Robbie versucht nach dem Tod seiner Tante weiterhin, mit der anderen Seite in Kontakt zu treten.
Eines Tages wird ein Klassenkollege Robbies durch einen Gegenstand verletzt, worauf Robbie vom Unterricht suspendiert wird. Er erklärt seinem Vater Karl, der Gegenstand habe sich selbst bewegt, aber Karl glaubt nicht daran bis sich der Stuhl, auf dem Robbie sitzt, ohne eine Erklärung bewegt. Die Eltern bringen Robbie zum lutherischen Reverend Eckhardt, der dem Jungen – der sich zunehmend seltsam verhält – nicht helfen kann. Später wenden sie sich an Pater Bowden.
Pater Bowden und Pater Raymond McBride bitten Erzbischof Hume um die Erlaubnis, Exorzismen durchzuführen. Sie bekommen die Erlaubnis und halten während zahlreicher Treffen die Rituale ab, bis Robbie von der Besessenheit befreit wird.

## Kritiken
Für das Lexikon des internationalen Films handelt es sich um einen „Film, der in allen Belangen enttäuscht und bestenfalls durch die unfreiwillige Neigung zur Selbstparodie ansatzweise unterhält.“
Die Zeitschrift TV direkt 22/2007 schrieb, der Film sei eine billige Version von Der Exorzist.

## Auszeichnungen
Jonathan Malen wurde im Jahr 2001 für den Young Artist Award nominiert.

## Hintergründe
Der Film wurde in Toronto gedreht. Nach der Weltpremiere am 22. Oktober 2000 wurde der Film am 11. April 2001 auf dem Amsterdam Fantastic Film Festival vorgeführt.